# Kanive Aladahalli, Hassan
Kanive Aladahalli là một làng thuộc tehsil Hassan, huyện Hassan, bang Karnataka, Ấn Độ.